# Kyle Alessandro
Kyle Alessandro Helgesen Villalobos (Levanger, 10 de marzo de 2006) es un cantante noruego-español. En febrero de 2025, ganó el Melodi Grand Prix en el Oslo Spektrum y representó a Noruega en el Festival de la Canción de Eurovisión 2025.

## Biografía y carrera
Kyle Alessandro, es hijo de madre noruega y padre español, originario de Madrid y criado en Fuengirola, Málaga. Nació en Levanger y creció en Steinkjer y Trondheim. A los diez años participó en el casting del programa Norske Talenter, la versión noruega de Got Talent, emitido por TV 2 en 2017. A este hecho le siguieron apariciones en programas de televisión como Allsang på grensen y lanzó varios sencillos, así como su álbum de estudio debut Første kapittel.
En el Melodi Grand Prix 2023, la preselección nacional noruega para el Festival de la Canción de Eurovisión 2023, Kyle Alessandro actuó junto con Kristian Haux y Magnus Winjum como parte del grupo Umami Tsunami. El grupo se clasificó para la final con la canción "Geronimo", en la que quedaron en último lugar. Dos años más tarde, regresó al Melodi Grand Prix 2025 como solista con la canción "Lighter", que fue escrita en colaboración con el productor Adam Woods.

## Vida personal
Kyle hizo pública su orientación sexual el 6 de agosto de 2025, a través de una transmisión en vivo en su cuenta de TikTok, revelando que era bisexual.
Anteriormente, el 15 de julio de 2025, por medio de la red social TikTok, a través de la cuenta personal de Brede Bremnes; se hizo púbico un video donde Kyle aparece besándose con quien ahora se conoce que es su actual y primer novio, Brede Bremnes, con quien únicamente se especulaba que eran pareja sin que ninguno de los dos diera declaraciones al respecto. Fue hasta el 6 de agosto de 2025 donde Kyle confirmó su relación.

«Ahora tengo novio [...], pero como nunca he tenido novio antes, siempre he tenido novias [...], es muy diferente, pero estoy muy feliz en esta relación.»

«[...] Chicos no soy gay, soy bi (referente a ser bisexual).»

Kyle Alessandro en la transmisión en vivo Beauty Blender's stream vía TikTok el 6 de agosto de 2025.

## Discografía

### Álbumes de estudio
- 2017: Første kapittel
- 2023: Evig & alltid

### Sencillos
- 2017: Din dong'
- 2017: Boomerang
- 2018: Som du e
- 2018: Dødskul
- 2018: Señorita
- 2018: Hoodie
- 2019: Fly med meg
- 2019: Hun er forelska i lærer’n
- 2019: Mi Corazón
- 2022: Solo
- 2023: Geronimo (Umami Tsunami)
- 2024: Rodeo
- 2024: Loyal (Umami Tsunami)
- 2024: Pulse
- 2024: Kommer du? (con Hilmer)
- 2025: Lighter